# Regierung Bratteli II
Die norwegische Regierung Bratteli II bestand vom 16. Oktober 1973 bis zum 15. Januar 1976 und wurde von Ministerpräsident Trygve Bratteli (Arbeiderpartiet) geführt. Sie folgte auf die Regierung Korvald und wurde von der Regierung Nordli abgelöst. Der nach der Parlamentswahl vom 10. September 1973 gebildeten Regierung gehörten ausschließlich Minister der Arbeiderpartiet (Ap) an.

## Minister
| Ressort                          | Minister              | Amtsperiode                                                |
| -------------------------------- | --------------------- | ---------------------------------------------------------- |
| Ministerpräsident                | Trygve Bratteli       |                                                            |
| Äußeres                          | Knut Frydenlund       |                                                            |
| Verteidigung                     | Alv Jakob Fostervoll  |                                                            |
| Industrie                        | Ingvald Ulveseth      |                                                            |
| Finanzen und Zölle               | Per Kleppe            |                                                            |
| Kommunen und Arbeit              | Leif Aune             |                                                            |
| Soziales                         | Sonja Ludvigsen       | bis zum 12. Juli 1974 (†)                                  |
| Soziales                         | Tor Halvorsen         | ab 6. September 1974 (kommissarisch ab dem 16. April 1974) |
| Verkehr und Kommunikation        | Annemarie Lorentzen   |                                                            |
| Handel und Schifffahrt           | Jens Evensen          | bis zum 27. September 1974                                 |
| Handel und Schifffahrt           | Einar Magnussen       | kommissarisch ab 27. September 1974                        |
| Seerecht (ab 27. September 1974) | Jens Evensen          |                                                            |
| Fischerei                        | Eivind Bolle          |                                                            |
| Landwirtschaft                   | Thorstein Treholt     |                                                            |
| Justiz und Polizei               | Inger Louise Valle    |                                                            |
| Verbraucher und Verwaltung       | Odd Sagør             |                                                            |
| Kirchen und Unterricht           | Bjartmar Gjerde       |                                                            |
| Umwelt                           | Tor Halvorsen         | bis zum 6. September 1974                                  |
| Umwelt                           | Gro Harlem Brundtland | ab 6. September 1974                                       |